# Echendu Adiele
Echendu Adiele (* 17. November 1978 in Port Harcourt, Nigeria; † 18. Juni 2011 ebenda) war ein deutscher Fußballspieler nigerianischer Herkunft.

## Biografie
Der Innenverteidiger, Sohn des in den 1960er Jahren für Port Harcourt XI (Red Devils) als Fußballer aktiven und in den 1970er Jahren als Trainer des Sharks FC tätigen Babalola Adiele, begann seine Karriere in seinem Heimatverein Port Harcourt Sharks und wechselte 1995 zu Julius Berger Lagos. Von Lagos wechselte er 1997 zu Fortuna Düsseldorf. Nach nur einem Jahr verließ Adiele die Rheinländer wieder und unterschrieb einen Vertrag bei Borussia Neunkirchen, von wo er 1999 zum 1. FC Saarbrücken wechselte. Dort spielte Adiele sieben Jahre lang, bevor er 2006 zum SV Darmstadt 98 kam. Nach dem Abstieg der Lilien wechselte er im Sommer 2007 zum SV Waldhof Mannheim, wo er bis 2009 spielte, um in der Saison 2009/10 wieder für den SV Darmstadt 98 aufzulaufen. Ab Januar 2011 spielte er für den Fußball-Verbandsligisten TSV Amicitia Viernheim.
Echendu Adiele war seit dem 27. Februar 2008 deutscher Staatsbürger.
Am 18. Juni 2011 starb Adiele bei einem Heimatbesuch in Port Harcourt als Opfer eines Giftanschlags.

## Erfolge
1. FC Saarbrücken
- Meister der Regionalliga West/Südwest: 2000
- 2× Aufstieg in die 2. Bundesliga: 2000, 2004
- 3× Saarlandpokal: 2000, 2002, 2004

SV Darmstadt 98
- Hessenpokal: 2007